# Oleksovice
Oleksovice (německy Gross Olkowitz) jsou městys v okrese Znojmo v Jihomoravském kraji. Žije zde 667 obyvatel.

## Název
Na vesnici bylo přeneseno původní pojmenování jejích obyvatel Oleksovici, které bylo odvozeno od osobního jména Olex(a) (což byla domácká podoba jmen Alexius, Alexandr) a znamenalo "Olexovi lidé". Jméno se většinou psalo s -x-, podoba s -ks- byla zavedena až ve druhé polovině 19. století.

## Historie
První písemná zmínka o obci pochází z roku 1220. Východní část obce byla původně samostatnou vesnicí M(y)šice založenou roku 1778 parcelací vrchnostenského dvora (její jméno Mausdorf - "Myší ves" vyjadřovalo její malou velikost). K 31. březnu 2009 byl obci navrácen status městyse.

## Pamětihodnosti
- Kostel Nanebevzetí Panny Marie se samostatným karnerem
- Fara s kamennou sochou svatého Floriana. Kolem fary se nacházejí kamenné sloupy s kříži, sloup se sochou svatého Floriána a socha Jana Nepomuckého.
- Kaplička u silnice na Hostěradice
- Sloup se sousoším Nejsvětější Trojice

## Galerie

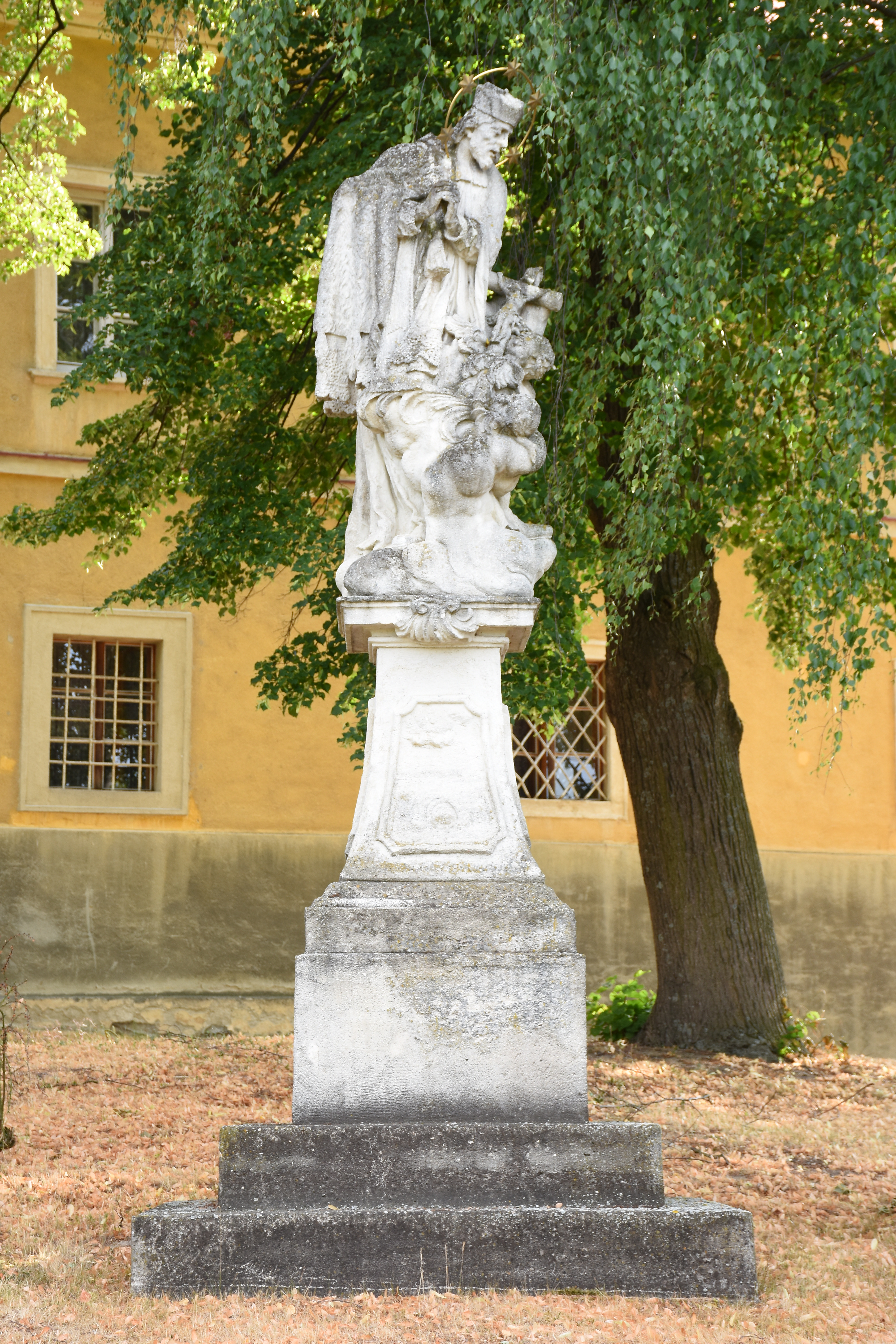
Socha sv. Jana Nepomuckého
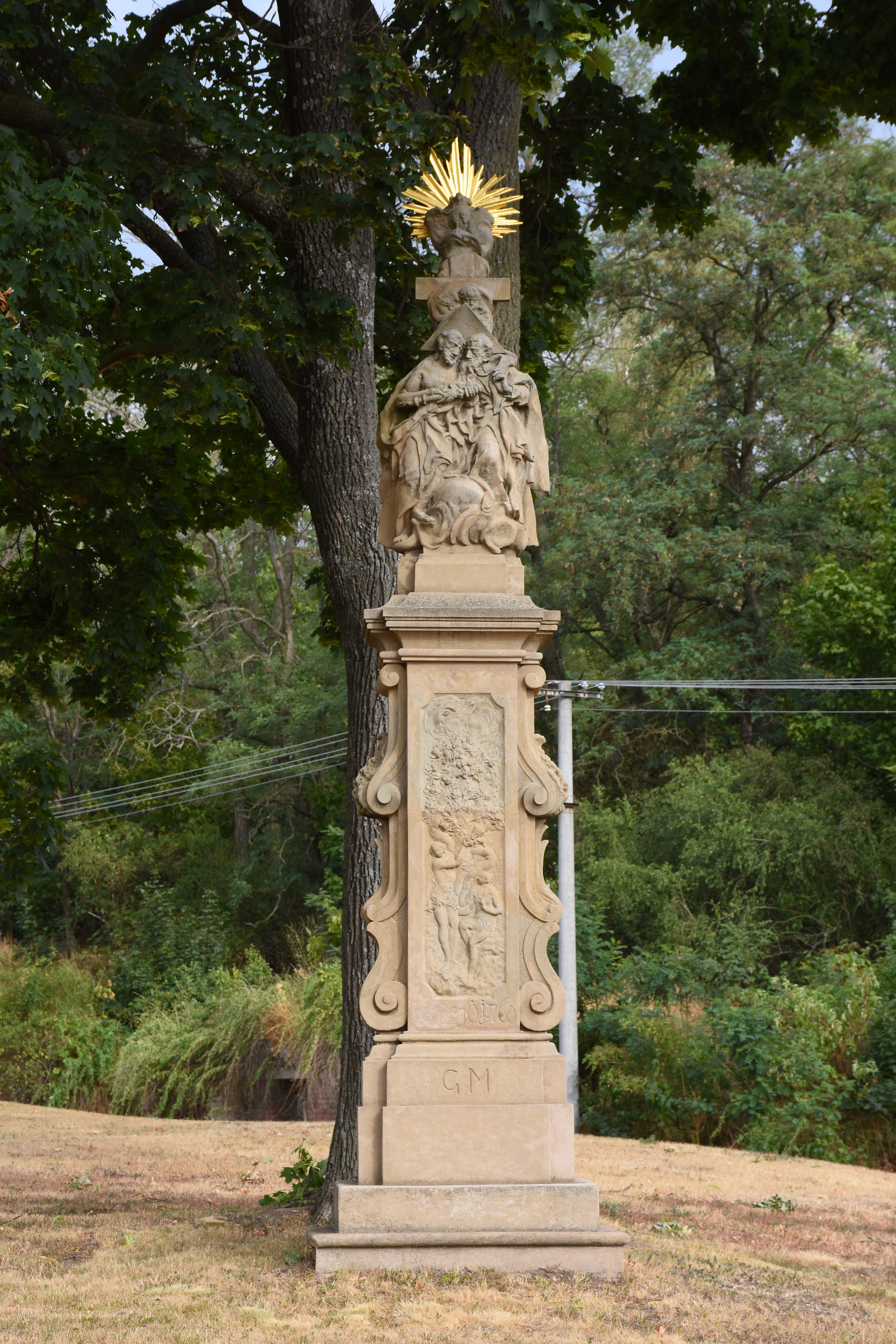
Sousoší Nejsvětější Trojice
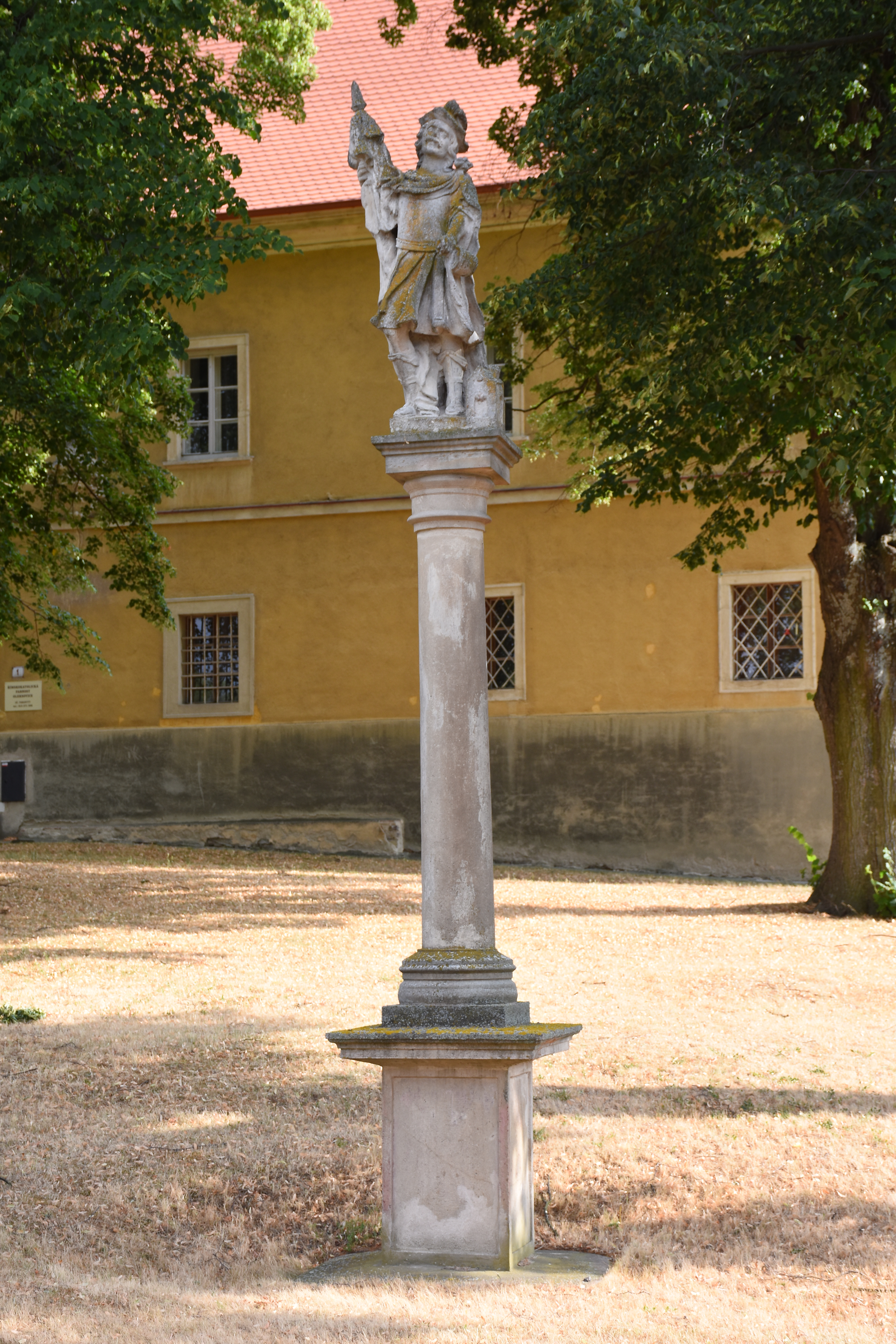
Sloup se sochou sv. Floriána
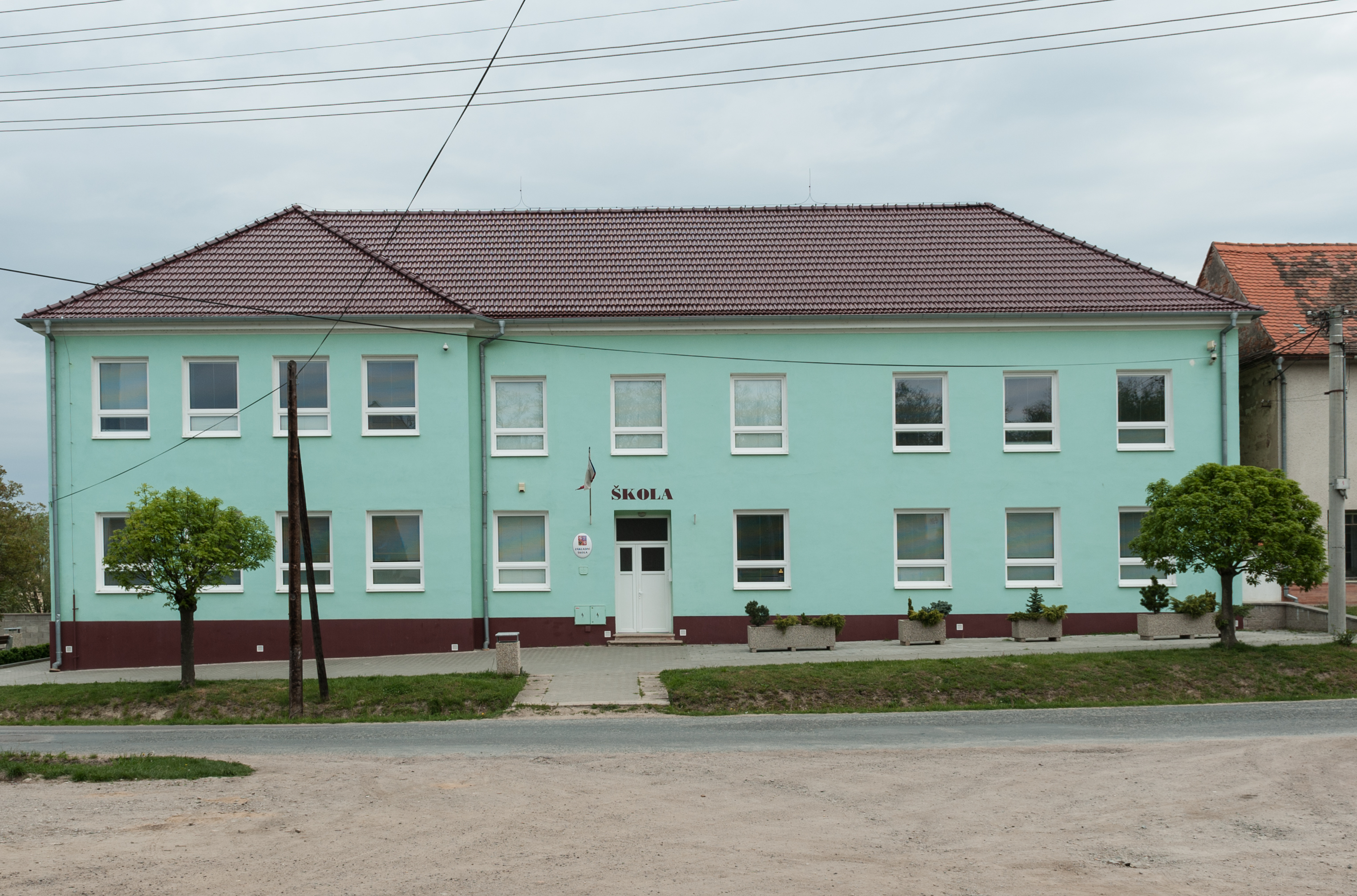
Základní škola

## Tvrz
Kde přesně tvrz stála, není známo. V roce 1272 je uváděn vladyka Vlk z Oleksovic, jehož sídlo není známo. Tvrz je poprvé zmiňována až roku 1543, kdy Jan z Lipé propustil vesnici s tvrzí z léna Janu Kytlicovi ze Lhoty. Tvrz následně vlastnili Dubňanští z Bařic a také Doupovci z Doupova. V roce 1559 je pak jako nový majitel uváděn Vilém Kusý z Mukoděl. V 17. století po převodu statku pod loucký klášter ztratila tvrz význam a zanikla.